# Kefersteinia pellita
Kefersteinia pellita är en orkidéart som beskrevs av Heinrich Gustav Reichenbach, Dodson och David Edward Bennett. Kefersteinia pellita ingår i släktet Kefersteinia och familjen orkidéer. Inga underarter finns listade i Catalogue of Life.